# Typosyllis stewarti
Typosyllis stewarti är en ringmaskart som först beskrevs av Miles Joseph Berkeley 1941.  Typosyllis stewarti ingår i släktet Typosyllis och familjen Syllidae. Inga underarter finns listade i Catalogue of Life.